# アセテート盤

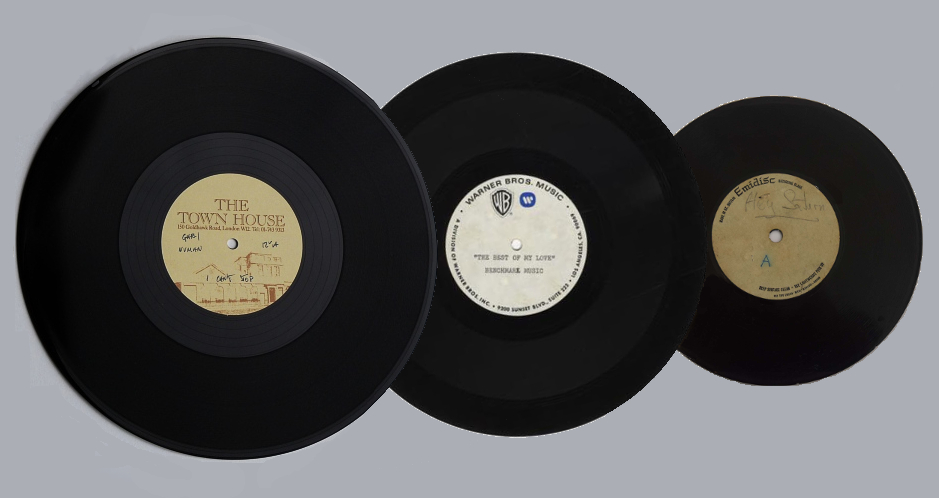
左から12インチ、10インチ、7インチのアセテート盤

アセテート盤（Acetate disc）または録音盤（ろくおんばん）は、円盤式レコードの規格に準拠した、柔らかい合成樹脂などでコーティングされた金属製の録音用メディア。セルロース盤、ワックス盤とも。
初期は亜鉛板にワックスエステルを塗布したものだった（蝋管と同様の層構造。特にワックス盤と呼称した場合はこれを指すことが多い）。普及期のものは多くの場合、芯の部分はアルミニウムで、コーティング素材はニトロセルロースかアセチルセルロース（セルロースアセテート）、あるいはアルマイト皮膜であった。アセテート繊維は含まれていない。
SPレコード準拠の10インチ録音盤の場合、SPレコードの再生時間とほぼ同量の片面約3分の録音が可能だった。1940年代後半以降、長時間録音をはかるために、16インチなど、より大きな規格の録音盤が開発されたが、磁気テープの普及に押され、原盤制作の現場以外では一般化しなかった。
流通用・再生専用のパッケージであるシェラック盤やビニール盤よりも強度が弱く、湿度や経年変化により表面剥離などが起きやすい。また、針による摩耗が容易に起きるため、再生回数に制限があった（1938年時点の国産品の性能では、約30回の再生でノイズ量が市販SPレコード並みになったとされる）。また物理的な記録であることから録音データの記録・劣化は不可逆であり、データの上書きやリセットは不可能である。

## 用途

### マスターディスク
レコードの生産において、流通盤を製造する前段階に、音質参照および、複製の元（マスターディスク＝金型）の作成のために用いられる。この場合「ラッカー盤」と呼ばれる。
ラッカー盤は、録音された音が最終的にどのようにレコードに移されるかを決定する際に重要である。マスターディスクを決定するまでに、その都度音質や音量を変更するなどして、試験的に何枚も作成される。
なお2024年現在、ラッカー盤の製造は日本のパブリックレコードによる事実上の独占状態となっている。

### プロモーション盤
安価で素早く、高音質で制作できたため、宣伝（プロモーション）目的盤や、音楽イベント（レゲエにおけるサウンド・システムなど）用の編集済み音源として用いられた。
1960年代後半より、ジャマイカのDJやプロデューサーが、アセテート盤に吹き込んだオリジナルの音源をレコード会社などに特注で作らせ、主催するダンスパーティ（サウンド・クラッシュ）等で人気を競ったことが知られ、このような目的のアセテート盤を特にダブ・プレートと呼ぶ。アセテート盤が一般的でなくなると、以上のような用途の媒体はビニール盤やCD-ROMなどに切り替えられていったが、「ダブ・プレート」の語のみが名残として残った。アセテート盤での制作はもっぱらコレクターのために行われるようになった。

### 業務用の録音メディア
日本では、とりわけ初期のラジオ放送において、番組の収録素材として用いられた。光学録音（トーキー映画に用いられる技術）、磁気録音（ワイヤーレコーダー、磁気テープ）などはいずれも開発途上であり、利用しうる唯一の音声記録媒体であった。アセテート盤による収録番組の代表的なものに、終戦時の玉音放送がある。
また、二・二六事件に際しての軍による電話の傍受など、有事の際の証拠保全に用いられた。

### 民生の録音メディア
日本では戦前に、少数ながら、カッティング録音のための部品が民生向けに流通し、特注ないし自作によって録音を行っていた記録がある。
- 民謡研究家の町田佳聲は1937年に、「町田式写音機」と名付けた、肩掛けカバンに組み込んだカッティング録音機を特注し、数年かけて全国の民謡を採集した[7]。
- 1944年当時、兵庫県武庫郡住吉村在住の中学生がラジオ受信機にカッティング録音機を組み合わせた筐体を特注し、空襲警報を含む当時のラジオ放送のエアチェックを行っており、のち1995年にNHK大阪放送局に寄贈した[3]。

戦後の1949年、日本電気音響（のちのデノン）が民生用のポータブル円盤録音機「デンオン RC-1」を発売したものの、安価なオープンリールテープが登場したため、普及にいたらなかった。